# مانويل جاي فرنانديز
مانويل جاي فرنانديز (بالإنجليزية: Manuel J. Fernandez)‏ هو ضابط أمريكي، ولد في 19 أبريل 1925 في كي ويست في الولايات المتحدة، وتوفي في 18 أكتوبر 1980 في باهاما الكبرى في باهاماس.